# Gainesville (Floride)
Pour les articles homonymes, voir Gainesville.
La ville américaine de Gainesville est le siège du comté d'Alachua, dans l'État de Floride.

## Historique
Gainesville est connue pour être le siège de l'université de Floride, la quatrième plus grande du pays, et du Santa Fe College, une autre grande université.
Selon le bureau du recensement, la population de la ville était de 95 447 habitants en 2000, et 124 354 habitants en 2010. L'aire urbaine de Gainesville, qui inclut les comtés voisins de Bradford, d'Union et de Gilchrist, est estimée à 281 409 habitants.
Vers la fin du XIXe siècle, Gainesville prospéra comme centre d'expédition d'agrumes, de fraises, de phosphate et de bois d'œuvre. Aujourd'hui, l'essentiel de ses activités repose sur l'université mais l'usine de Bear Archery spécialisée dans la fabrication d'équipement de tir à l'arc contribue également à l'économie locale.
Gainesville est également connue pour le groupe de ska-punk Less Than Jake, qui évoque régulièrement la ville dans ses chansons (Gainesville rock city, City of Gainesville).
Tom Petty, chanteur et guitariste de rock est né ici le 20 Octobre 1950. Actif du milieu des années 1970, jusqu'en Octobre 2017, date de son décès d'une crise cardiaque, avec son groupe les Heartbreakers. Il a été également un des membres du supergroup " Traveling Wilburys ", à la fin des années 1980, qui comprenait Bob Dylan, Jeff Lyne, Roy Orbison, Georges Harrison, ces deux derniers étant aussi décédés.
En 2018, son épouse Dana et sa fille Adria ont été à l'origine de l'édition d'un coffret de 4 CD, reprenant la carrière de Tom Petty.

## Transports
Gainesville est desservie par un aéroport régional (Gainesville Regional Airport, code AITA : GNV, code OACI : KGNV, code FAA : GNV). C'est le 169e aéroport nord-américain avec plus de 0,27 million de passagers qui y ont transité en 2008.

## Démographie
| Groupe            | Gainesville | Floride | États-Unis |
| ----------------- | ----------- | ------- | ---------- |
| Blancs            | 64,9        | 75,0    | 72,4       |
| Afro-Américains   | 23,0        | 16,0    | 12,6       |
| Asiatiques        | 6,9         | 2,4     | 4,8        |
| Métis             | 3,0         | 2,5     | 2,9        |
| Autres            | 2,0         | 3,6     | 6,4        |
| Amérindiens       | 0,3         | 0,4     | 0,9        |
| Total             | 100         | 100     | 100        |
|                   |             |         |            |
| Latino-Américains | 10,0        | 22,5    | 17,37      |

Selon l'American Community Survey, pour la période 2011-2015, 84,39 % de la population âgée de plus de 5 ans déclare parler l'anglais à la maison, 6,83 % déclare parler l'espagnol, 1,51 % une langue chinoise, 0,73 % le vietnamien, 0,61 % l'hindi, 0,59 % le français, 0,54 % le tagalog et 4,79 % une autre langue.
| 1890  | 1900  | 1910  | 1920  | 1930   | 1940   |
| ----- | ----- | ----- | ----- | ------ | ------ |
| 2 790 | 3 633 | 6 183 | 6 860 | 10 465 | 13 757 |

| 1950   | 1960   | 1970   | 1980   | 1990   | 2000   |
| ------ | ------ | ------ | ------ | ------ | ------ |
| 26 861 | 29 701 | 64 510 | 81 371 | 84 770 | 95 447 |

| 2010    | 2020    | - | - | - | - |
| ------- | ------- | - | - | - | - |
| 124 354 | 141 085 | - | - | - | - |

## Jumelages
- Deir Alla (Jordanie)
- Dohuk (Irak) depuis 2006
- Jacmel (Haïti)
- Kfar Saba (Israël) depuis 1998
- Matagalpa (Nicaragua) depuis 1998
- Mejdlaya (Liban) depuis 2015
- Novossibirsk (Russie) depuis 1982
- Qalqilya (Palestine)
- Rzeszów (Pologne) depuis 2013

## Personnalités liées à la ville
- Tom Petty, chanteur, guitariste de rock américain.
- Noah Lyles, champion olympique de 100m lors des JO de 2024.
- Ben Shelton, joueur de tennis.